# Xerraire de l'Emei
El xerraire de l'Emei (Liocichla omeiensis) és un ocell de la família dels leiotríquids (Leiothrichidae).

## Hàbitat i distribució
Habita els boscos dels Himàlaies del sud-oest de la Xina, al centre de Szechwan.